# Constantijn Theodoor van Lynden van Sandenburg

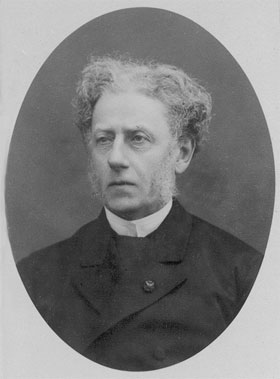
Constantijn Theodoor (Theo) van Lynden van Sandenburg (1882)

Constantijn Theodoor (Theo) van Lynden van Sandenburg (* 24. Februar 1826 in Utrecht; † 18. November 1885 in Nederlangbroek, Niederlande) war ein Utrechter Adeliger (Baron und seit 24. August 1882 Graf) aus der Familie van Lynden, der mehrmals zum Minister ernannt wurde.
Van Lynden van Sandenburg war ausgebildeter Rechtsanwalt und gehörte seit 1866 der niederländischen Zweiten Kammer an. Er gehörte zu den orthodox-protestantischen Konservativen, die mit den „Antirevolutionären“ sympathisierten. Dem Kabinett Van Zuylen van Nijevelt gehörte er als Minister für Angelegenheiten der reformierten Kirchen und dem von ihm selbst und Jan Heemskerk geleiteten Kabinett Heemskerk/van Lynden van Sandenburg als Justizminister an. In dieser Zeit führte er eine neue Aufteilung der niederländischen Gerichtsbezirke ein. Das von ihm 1879 zusammengestellte Kabinett Van Lynden van Sandenburg bestand aus gemäßigten Konservativen und Liberalen und regierte mit einer liberalen Zweite Kammer-Mehrheit; er selbst war Außenminister und später Finanzminister. 1879 war er für die Ausarbeitung des Ehevertrages von Willem III. mit Emma zu Waldeck und Pyrmont verantwortlich.